# Manolis Andronikos

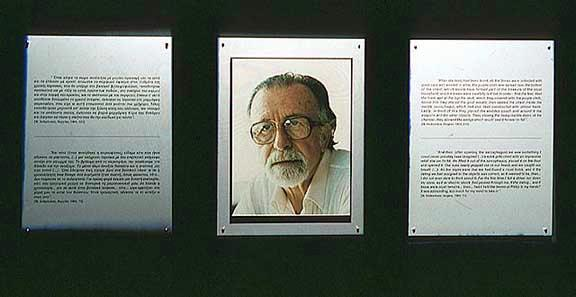
Manolis Andronikos

Manolis Andronikos (transkribiert auch Andronicos; griechisch Μανόλης Ανδρόνικος; * 23. Oktober 1919 in Bursa; † 30. März 1992 in Thessaloniki) war ein griechischer Archäologe und Professor an der Aristoteles-Universität Thessaloniki.

## Leben
Andronikos ist vor allem durch die Entdeckung antiker Königsgräber in Makedonien (Nordgriechenland) bekannt. Die Gräber gehören möglicherweise dem makedonischen König Philipp II., dem Vater von Alexander dem Großen. Am 8. November 1977 entdeckte Andronikos die ungeplünderten Königsgräber bei Vergina mit Arbeiten in einer erstaunlichen Reichhaltigkeit. Er vermutete, dass das Grab wahrscheinlich Philipp II., dem Sohn von Amyntas III., gehörte. Die Entdeckung war eine weltweite archäologische Sensation. Allerdings ist die Identifizierung umstritten.
Anlässlich des 100. Geburtstages von Andronikos im Jahr 2019 gab Griechenland eine 2-Euro-Gedenkmünze mit einer Auflage von 750.000 Exemplaren heraus, welche im gesamten Euroraum als offizielles Zahlungsmittel gültig ist.